# Naissance en 1932
Naissance
- 1928
- 1929
- 1930
- 1931
- 1932
- 1933
- 1934
- 1935
- 1936

Cette page dresse une liste de personnalités nées au cours de l'année 1932 présentée dans l'ordre chronologique.
La liste des personnes référencées dans Wikipédia est disponible dans la page de la Catégorie: Naissance en 1932.

## Janvier
- 1er janvier :
  - Khaled Assad, archéologue et universitaire syrien († 18 août 2015).
  - Richard Boucher, footballeur international français († 26 septembre 2017).
  - Alessandro Fantini, coureur cycliste italien († 5 mai 1961).
  - Suat Yalaz, dessinateur turc de bande dessinée († 2 mars 2020).
- 2 janvier : Boris Kristančić, joueur et entraîneur de basket-ball yougoslave († 29 octobre 2015).
- 3 janvier :
  - Dabney Coleman, acteur américain († 16 mai 2024).
  - Robert Hugues (baron Hugues de Woodside), homme politique britannique († 7 janvier 2022).
  - Eeles Landström, athlète finlandais spécialiste du saut à la perche († 29 janvier 2022).
- 4 janvier :
  - Carlos Saura, réalisateur espagnol († 10 février 2023).
  - Paul Virilio, urbaniste et essayiste français († 10 septembre 2018).
- 5 janvier : Umberto Eco, écrivain italien († 19 février 2016).
- Jacques Rougerie, historien français († 22 mars 2022).
- 6 janvier :
  - John Corrin, membre de l'ordre de l'Empire britannique et premier deemster de l'île de Man († 6 avril 2019).
  - Jesús Galdeano, coureur cycliste espagnol († 6 mai 2017).
  - Li Fanghua, physicienne chinoise († 24 janvier 2020).
  - José Saraiva Martins, cardinal portugais, préfet émérite de la congrégation pour les causes des saints.
- 7 janvier :
  - Max Gallo, écrivain et homme politique français († 18 juillet 2017).
  - Tom Perkins, homme d'affaires américain († 7 juin 2016).
- 8 janvier : Lívia Gyarmathy, scénariste et réalisatrice hongroise († 25 mai 2022).
- 9 janvier : 
  - Alain Guérin, journaliste d'investigation et poète français († 19 janvier 2017).
  - Djibril Tamsir Niane, écrivain et historien guinéen († 8 mars 2021).
- 10 janvier :
  - Louis Rwagasore, homme d'État burundais († 13 octobre 1961).
  - József Szécsényi, athlète hongrois, spécialiste du lancer du disque († 21 mars 2017).
- 11 janvier : Jacqueline Brison, peintre belge († 2006)
- 12 janvier :
  - Aiko Iijima, féministe libertaire japonaise († 4 mai 2005).
  - Claude Frioux, universitaire français († 17 avril 2017).
  - Hrvoje Kačić, joueur de water-polo puis avocat yougoslave et homme politique croate († 14 février 2023).
  - Bernard Kagane, peintre et illustrateur français († 10 janvier 2008).
- 13 janvier : Joseph Zen Ze-Kiun, cardinal chinois, évêque émérite d'Hong Kong.
- 14 janvier :
  - Antonio Maspes, coureur cycliste sur piste italien († 19 octobre 2000).
  - Novak Roganović, footballeur yougoslave puis serbe († 4 février 2008).
  - Grady Tate, batteur et chanteur de jazz américain († 8 octobre 2017).
  - Tony DeMarco, boxeur américain († 11 octobre 2021).
- 16 janvier :
  - Dian Fossey, éthologue américaine spécialisée dans le comportement des gorilles († 26 décembre 1985).
  - Alain Jessua, réalisateur, producteur, scénariste et romancier français († 30 novembre 2017).
- 17 janvier :
  - Pierre Biarnès, homme politique français († 18 juillet 2022).
  - Jacques Cerf, musicien et compositeur suisse († 20 mars 2019).
  - Roger Lallemand, avocat et homme d'État belge († 20 octobre 2016).
  - Jean Le Guilly, coureur cycliste français († 22 mars 2005).
  - Hilarion N'dinga, artiste peintre congolais († 27 janvier 2015).
  - Aniceto Utset, coureur cycliste espagnol († 11 novembre 1998).
- 18 janvier :
  - Peter Magubane, photographe sud-africain († 1er janvier 2024).
  - Hilmi Ok, footballeur et arbitre de football turc († 15 février 2020).
- 19 janvier : François Maspero, libraire, éditeur, écrivain et traducteur français († 11 avril 2015).
- 20 janvier : Lou Fontinato, joueur de hockey sur glace canadien († 3 juillet 2016).
- 21 janvier : Fernando Vega, peintre péruvien († 26 novembre 1965).
- 22 janvier : Piper Laurie, actrice américaine († 14 octobre 2023).
- 23 janvier : Michel Moy, peintre français († 14 mai 2007).
- 24 janvier :
  - Julie Bennett, actrice américaine († 31 mars 2020).
  - Guy Vignoht, peintre, écrivain et critique d'art français († 6 septembre 2010).
- 26 janvier :
  - Gilbert Dagron, historien français († 4 août 2015).
  - Benoît Girard, acteur québécois († 25 mars 2017).
- 28 janvier : Tekena Tamuno, historien nigérian († 11 avril 2015).
- 29 janvier : Alantar, peintre abstrait turc et français († 9 janvier 2014).
- 30 janvier :
  - Mohamed Seddik Benyahia, homme politique algérien († 3 mai 1982).
  - Darrow Hooper, athlète américain, spécialiste du lancer du poids († 19 août 2018).
- 31 janvier : Pete St. John, chanteur-compositeur-interprète de musique traditionnelle irlandaise († 12 mars 2022).

## Février
- 1er février : Hassan al-Tourabi, homme politique et religieux soudanais, membre des Frères musulmans († 5 mars 2016).
- 2 février : Jodie Christian, pianiste américain († 13 février 2012).
- 3 février :
  - Michael L. Martin, philosophe analytique américain, professeur émérite à l'université de Boston († 27 mai 2015).
  - Jean-Guy Trépanier, notaire et homme politique canadien († 30 mars 2018).
- 4 février ou 4 février 1931 : Sophie El Goulli, romancière et historienne d'art tunisienne († 10 octobre 2015).
- 5 février : 
  - Claude Chantal, actrice française de doublage († 8 février 2016).
  - Cesare Maldini, joueur et entraîneur de football italien († 3 avril 2016).
- 6 février :
  - Camilo Cienfuegos, révolutionnaire cubain († 28 octobre 1959).
  - François Truffaut, cinéaste français († 21 octobre 1984).
- 7 février : Alfred Worden, astronaute américain († 17 mars 2020).
- 8 février : 
  - John Williams, compositeur, chef d'orchestre et pianiste américain.
  - Horst Eckel, footballeur allemand († 3 décembre 2021).
  - Jacques Trorial, haut fonctionnaire et homme politique français.
  - Elspeth Howe, pair à vie britannique crossbencher († 22 mars 2022).
- 9 février : Carlos Miloc, joueur et entraîneur de football uruguayen († 25 février 2017).
- 10 février :
  - Atsuko Tanaka, artiste contemporaine japonaise († 3 décembre 2005).
  - Roland Hanna, pianiste de jazz américain († 13 novembre 2002).
  - Robert Taylor, ingénieur en informatique américain († 13 avril 2017).
- 11 février :
  - Germaine Ahidjo, épouse du premier président de la République du Cameroun († 20 avril 2021).
  - Paul Comi, acteur américain († 26 août 2016).
  - « Pedrés » (Pedro Martínez González), matador espagnol († 6 septembre 2021).
- 12 février : Maurice Filion, entraîneur et directeur-gérant de hockey sur glace canadien († 28 juillet 2017).
- 13 février : 
  - Julio Aparicio, matador espagnol.
  - Michel Christian Bergerac, homme d'affaires français († 11 septembre 2016).
- 15 février : Jean-Pierre Schmitz, coureur cycliste luxembourgeois († 14 novembre 2017).
- 16 février :
  - Aharon Appelfeld, romancier et poète israélien († 4 janvier 2018).
  - François Borella, homme politique et juriste français († 7 mai 2017).
  - Ahmad Tejan Kabbah, Président de Sierra Leone († 13 mars 2014).
  - Antonio Ordóñez, matador espagnol († 19 décembre 1998).
- 17 février : Aldo Quaglio, joueur de rugby à XV et à XIII français († 9 mars 2017).
- 18 février :
  - Miloš Forman, réalisateur tchèque († 14 avril 2018).
  - Gergely Pongrátz, homme politique hongrois († 18 mai 2005).
- 19 février :
  - Joseph Kerwin, astronaute américain.
  - Jean-Pierre Ponnelle, metteur en scène, décorateur et costumier d’opéra français († 11 août 1988).
- 20 février : Roger Haudegand, joueur de basket-ball français († 19 mai 2017).
- 22 février : 
  - Edward Moore Kennedy, sénateur américain († 25 août 2009).
  - Robert Opron, designer automobile français († 29 mars 2021).
- 24 février :
  - Frank Chapot, cavalier américain de saut d'obstacles († 20 juin 2016).
  - Michel Legrand, compositeur français († 26 janvier 2019).
  - Zell Miller, homme politique américain († 23 mars 2018).
  - John Vernon, acteur canadien († 1er février 2005).
- 25 février :
  - Mireya Baltra, sociologue, journaliste et femme politique chilienne († 17 avril 2022).
  - Tony Brooks, pilote automobile britannique († 3 mai 2022).
- 26 février : Johnny Cash, chanteur américain de musique country († 12 septembre 2003).
- 27 février :
  - Joaquín Murillo, footballeur espagnol († 10 janvier 2009).
  - Marc Ogeret, chanteur français († 4 juin 2018).
  - László Sárosi, footballeur hongrois († 2 avril 2016).
  - Elizabeth Taylor, actrice américaine († 23 mars 2011).
  - Liane Daydé, danseuse française († 22 mars 2022).
- 28 février :
  - Jean-Paul Benzécri, statisticien français († 24 novembre 2019).
  - Don Francks, acteur, chanteur et musicien de jazz canadien († 3 avril 2016).
  - Jean-Claude Latil, peintre et graveur français († 19 mai 2007).
- 29 février :
  - Gwendoline Etonde Burnley,  femme politique et consultante en développement camerounaise († 7 mars 2020).
  - Antonius Geurts, kayakiste néerlandais († 5 octobre 2017).

## Mars
- 1er mars : Donald Stovel Macdonald, homme politique canadien († 14 octobre 2018).
- 2 mars :
  - Jack Austin, homme politique et sénateur canadien.
  - Sheila Ramani, actrice indienne († 15 juillet 2015).
- 3 mars : Jacques Vien, homme d'affaires, huissier et homme politique canadien († 8 juillet 2017).
- 4 mars : 
  - Brunella Bovo, actrice italienne († 21 février 2017).
  - Miriam Makeba, chanteuse d'ethno-jazz et militante politique sud-africaine, naturalisée guinéenne ainsi qu'algérienne († 9 novembre 2008).
- 5 mars :
  - Jacky Buchmann, homme politique belge († 24 mai 2018).
  - Gertan Klauber, acteur britannique d'origine tchécoslovaque († 1er août 2008).
- 6 mars : Marc Bazin, homme d'État haïtien († 16 juin 2010).
- 7 mars : Hugo Rietveld, cristallographe néerlandais († 16 juillet 2016).
- 8 mars : 
  - Rodolfo Quezada Toruño, cardinal guatémaltèque, archevêque de Guatemala († 4 juin 2012).
  - Medea Abrahamyan, violoncelliste soviétique puis arménienne († 3 mars 2021).
- 9 mars :
  - Abderrahmane Boubekeur, footballeur algérien († 20 juillet 1999).
  - Aristídis Roubánis,  joueur de basket-ball et lanceur de javelot grec († 13 janvier 2018).
  - Wojciech Rydz, escrimeur polonais († 8 janvier 2018).
- 10 mars :
  - Robert Dowdell, acteur américain († 23 janvier 2018).
  - Carlos Païta, chef d’orchestre franco-argentin († 19 décembre 2015).
  - Beatriz Taibo, actrice argentine († 2 mars 2019).
  - Ieng Thirith, dirigeante politique cambodgienne du mouvement khmer rouge († 22 août 2015).
  - Francine Graton, scénariste de bandes dessinées belge († 28 mai 2011).
- 11 mars : Douglas Bravo, homme politique vénézuélienne († 31 janvier 2021).
- 12 mars : Odile Pierre, organiste et compositrice française († 29 février 2020).
- 14 mars :
  - Philippe Alexandre, journaliste et écrivain français († 31 octobre 2022).
  - Naïna Eltsina, Première dame de Russie, veuve de Boris Eltsine.
  - Mark Murphy, chanteur de jazz américain († 22 octobre 2015).
  - Joseph Bryan Nelson, ornithologue et universitaire britannique († 29 juin 2015).
  - Hiroshi Otake, seiyu japonais († 1er août 2022).
  - Yvon Palamour, ébéniste, luthier et musicien français († 31 août 2018).
- 15 mars :
  - Alan Bean, astronaute américain († 26 mai 2018).
  - Lee Ho-cheol, écrivain sud-coréen († 18 septembre 2016).
- 16 mars :
  - Walter Cunningham, astronaute américain († 3 janvier 2023).
  - Herbert Marx, homme politique et juge canadien († 19 mars 2020).
- 18 mars :
  - Amir Bhatia, homme d'affaires et homme politique britannique.
  - Frank Nagai, chanteur japonais († 27 octobre 2008).
  - Kurt Oppelt, patineur artistique autrichien († 16 septembre 2015).
- 20 mars :
  - Amadou Abdoulaye Dieng, officier général sénégalais († 6 août 2018).
  - Kevin Bacon, cavalier de saut d'obstacles australien († 12 mars 20208).
  - Kyogon Hagiyama, homme politique japonais († 13 octobre 2015).
  - Garfield Owen, joueur de rugby gallois († 17 janvier 2019).
  - Marthe Villalonga, actrice française d'origine pieds-noirs.
- 21 mars :
  - Nino Defilippis, coureur cycliste italien († 13 juillet 2010).
  - Pierre Grillet, footballeur français († 10 janvier 2018).
- 22 mars : Norbert Koch, coureur cycliste et entraîneur de demi-fond néerlandais († 7 décembre 2010).
- 23 mars :
  - Al Aarons, trompettiste de jazz américain († 17 novembre 2015).
  - Henk Visser, athlète néerlandais, spécialiste du saut en longueur († 13 novembre 2015).
- 24 mars :
  - Christiane Eda-Pierre, soprano française († 6 septembre 2020).
  - Armando Fernández, footballeur espagnol († 20 décembre 2001).
  - Paul Singer, économiste et professeur d’université brésilien d’origine juive autrichienne († 16 avril 2018).
  - Lodewijk van den Berg, astronaute américain d'origine néerlandaise († 16 octobre 2022).
  - Claus Peter Witt, réalisateur et scénariste allemand († 8 mai 2017).
- 25 mars : Toshio Matsumoto, réalisateur et vidéaste japonais († 12 avril 2017).
- 26 mars :
  - Luke Askew, acteur américain († 29 mars 2012).
  - Ion Nicodim, plasticien et peintre roumain († 15 mars 2007).
  - Jean Saupin, footballeur français († 24 février 2016).
- 27 mars :
  - Roberto Farias, cinéaste brésilien († 14 mai 2018).
  - Hiroshi Okazaki, homme politique japonais († 31 mars 2018).
  - Patrick Newell, acteur anglais († 22 juillet 1988).
- 29 mars : Richard Burke, homme politique irlandais († 15 mars 2016).
- 30 mars : Ève Line Blum-Cherchevsky, essayiste et historienne française († 26 septembre 2019).
- 31 mars :
  - Tullio De Mauro, linguiste et homme d’État italien († 5 janvier 2017).
  - Nagisa Ōshima, cinéaste japonais († 15 janvier 2013).

## Avril
- 1er avril :
  - Debbie Reynolds, actrice, artiste de variétés, femme d’affaires et historienne de cinéma américaine († 28 décembre 2016).
  - Nadine Salembier, femme d'affaires belge († 22 février 2018).
  - François Moncla, joueur de rugby à XV français († 28 novembre 2021).
- 2 avril :
  - Edward Michael Egan, cardinal américain († 5 mars 2015).
  - Siegfried Rauch, acteur allemand († 11 mars 2018).
- 3 avril : Jean-Claude Corbeil, linguiste et professeur canadien († 25 janvier 2022).
- 4 avril :
  - Maurice Bidermann, industriel belge († 30 mars 2020).
  - Pierre Lacotte, danseur et chorégraphe français († 10 avril 2023).
  - Anthony Perkins, acteur, chanteur et réalisateur américain († 12 septembre 1992).
  - Andreï Tarkovski, réalisateur soviétique († 29 décembre 1986).
- 5 avril :
  - Bernard Consten, pilote de rallye automobile français († 22 juillet 2017).
  - Yukimitsu Kano, judoka japonais († 8 mars 2020).
- 8 avril :
  - Jean-Paul Rappeneau, réalisateur et scénariste français.
  - Humberto Rosa, joueur devenu entraîneur de football italo-argentin († 8 septembre 2017).
- 9 avril : Carl Perkins, chanteur américain († 19 janvier 1998).
- 10 avril : 
  - Kishori Amonkar, chanteuse classique indienne († 3 avril 2017).
  - Delphine Seyrig, actrice et réalisatrice française († 15 octobre 1990).
  - Omar Sharif, acteur égyptien d'origine libanaise († 10 juillet 2015).
- 11 avril : Léon-François Hoffmann, écrivain français († 25 mai 2018).
- 12 avril :
  - Azzedine Guellouz, intellectuel, diplomate et universitaire tunisien († 18 avril 2023).
  - Jean-Pierre Marielle, acteur français († 24 avril 2019).
  - Philippe Nozières, physicien français († 15 juin 2022).
  - Tiny Tim, chanteur et musicien américain († 30 novembre 1996).
- 14 avril :
  - Bill Bennett, homme politique canadien († 3 décembre 2015).
  - Noël Colombier, auteur-compositeur-interprète français († 14 avril 2017).
  - Loretta Lynn, chanteuse américaine de country († 4 octobre 2022).
- 16 avril : 
  - D. L. Menard,  chanteur et auteur-compositeur américain († 27 juillet 2017).
  - Pete Rodríguez, musicien américain († 11 mars 2024).
  - Qahhor Mahkamov, homme politique tadjik († 8 juin 2016).
  - Pierre Milza, historien français († 28 février 2018).
  - Henk Schouten footballeur néerlandais († 18 avril 2018).
- 17 avril : Léon Nollet, footballeur belge († 14 avril 2016).
- 18 avril :
  - Julien Besançon, journaliste français († 14 mars 2017).
  - Louis Grillot, homme politique français († 14 août 2022).
  - Naděžda Kniplová, soprano d'opéra tchécoslovaque puis tchèque († 14 janvier 2020).
  - Nadine de Rothschild, actrice et personnalité mondaine française.
- 19 avril : Fernando Botero, aquarelliste et sculpteur colombien († 15 septembre 2023).
- 20 avril :
  - Camille Fischbach, joueur de football français († 19 mars 2020).
  - Elsie Wayne, femme politique canadienne († 23 août 2016).
- 22 avril :
  - Jimmy il Fenomeno, acteur italien († 6 août 2018).
  - Isao Tomita, compositeur japonais de musique électronique († 5 mai 2016).
- 23 avril : Ivan Šantek, footballeur yougoslave puis croate († 14 avril 2015).
- 24 avril : Yumi Katsura, couturière japonaise.
- 25 avril :
  - J. J. Barry, acteur américain († 15 août 1990).
  - Meadowlark Lemon, joueur de basket-ball américain († 27 décembre 2015).
  - Muhamed Mujić, joueur international et entraîneur de football yougoslave (bosniaque) († 20 février 2016).
  - William Roache, acteur britannique.
  - Myriam Yardeni, historienne israélienne originaire de Roumanie († 8 mai 2015).
- 26 avril : Francis Lai, compositeur et musicien français († 7 novembre 2018).
- 27 avril :
  - Anouk Aimée, comédienne française († 18 juin 2024).
  - Pik Botha, homme politique afrikaner d'Afrique du Sud († 12 octobre 2018).
  - Marujita Díaz, actrice et chanteuse espagnole († 23 juin 2015).
  - Clément Guillon, évêque catholique français, évêque de Quimper († 9 juillet 2010).
  - Chuck Knox, entraîneur américain de football américain († 12 mai 2018).
  - Yūichi Takai, auteur japonais († 26 octobre 2016).
- 30 avril : Antonio Tejero, colonel de la Garde civile espagnole, organisateurs de la tentative de coup d'État du 23 février.

## Mai
- 1er mai : Sandy Woodward, amiral britannique († 5 août 2013).
- 2 mai : Bruce Glover, acteur américain († 12 mars 2025).
- 3 mai : Odysséas Eskitzóglou, skipper grec († 26 août 2018).
- 4 mai : Josie Airey, militante irlandaise pour l'aide juridique († 26 août 2002).
- 6 mai :
  - Salvatore Baccaro, acteur italien († 3 octobre 1984).
  - Antal Bolvári, joueur de water-polo hongrois († 8 janvier 2019).
- 7 mai :
  - Philippe Contamine, enseignant-chercheur et historien français († 26 janvier 2022).
  - Pete Domenici, avocat et homme politique américain († 13 septembre 2017).
  - Jenny Joseph, journaliste, écrivain, poétesse et universitaire britannique († 8 janvier 2018).
  - Yadollah Royaï, poète iranien († 12 septembre 2022)
  - José Santori, joueur et entraîneur de basket-ball portoricain († 2 avril 2018).
- 9 mai :
  - Roger Dumas, comédien et auteur français († 2 juillet 2016).
  - Geraldine McEwan, actrice anglaise († 30 janvier 2015).
  - Pierre Sulmon,  sculpteur et peintre français († 14 janvier 2008).
- 10 mai :
  - Kōsei Kamo, joueur de tennis japonais († 6 janvier 2017).
  - José da Silva Lopes, économiste et homme politique portugais († 2 avril 2015).
- 11 mai : Moustapha Tlass, homme politique et militaire syrien († 27 juin 2017).
- 12 mai : Massimo Felisatti, réalisateur, scénariste et écrivain italien († 7 septembre 2016).
- 13 mai : Gianni Boncompagni, présentateur de télévision et de radio, réalisateur, scénariste et parolier italien († 16 avril 2017).
- 14 mai :
  - Bob Johnston, producteur de disques américain († 14 août 2015).
  - Jean-Marie Lassère, historien français († 17 juin 2011).
  - Richard J. Bernstein, philosophe américain († 4 juillet 2022).
- 15 mai :
  - Ali Squalli Houssaini, écrivain et professeur (titre) marocain († 5 novembre 2018).
  - Turgay Şeren, footballeur turc († 7 juillet 2016).
- 16 mai : Herman Gordijn, peintre et graphiste néerlandais († 25 mai 2017).
- 17 mai : Miloslav Vlk, cardinal Tchécoslovaque puis tchèque († 18 mars 2017).
- 19 mai : Bill Fitch, entraîneur de basket-ball américain († 2 février 2022).
- 20 mai :
  - Annette Thommessen, militante française († 6 décembre 1994).
  - Antonio Suárez, coureur cycliste espagnol († 6 janvier 1981).
- 21 mai :
  - Alexis Philonenko, philosophe et historien de la philosophie français († 12 septembre 2018).
  - Philippe de Schoutheete, haut fonctionnaire et diplomate belge († 29 septembre 2016).
  - Jean Stablinski, coureur cycliste français († 22 juillet 2007).
- 22 mai :
  - Tavo Burat, écrivain, journaliste et homme politique italien († 8 décembre 2009).
  - Robert Spitzer, psychiatre américain († 25 décembre 2015).
- 23 mai :
  - Raymond Humbert, peintre français († 24 septembre 1990).
  - John Lyons, linguiste britannique († 12 mars 2020).
- 24 mai : Arnold Wesker, scénariste et acteur britannique († 12 avril 2016).
- 25 mai :
  - Roger Bowen, acteur américain († 16 février 1996).
  - K. C. Jones, joueur et entraîneur de basket-ball américain († 25 décembre 2020).
  - Frédéric Randriamamonjy, écrivain, historien et diplomate malgache († 9 avril 2025).
- 26 mai :
  - René Quéré, peintre, illustrateur, céramiste, peintre-verrier et enseignant français († 16 août 2021).
  - Sidney Verba, politologue et bibliothécaire américain († 4 mars 2019).
- 27 mai : José Varacka, footballeur international et entraîneur argentin († 22 octobre 2018).
- 28 mai :
  - Chiquito de la Calzada, humoriste, chanteur de flamenco et comédien espagnol († 11 novembre 2017).
  - Henning Christiansen, compositeur danois († 10 décembre 2008).
  - John Savage, premier ministre de la Nouvelle-Écosse († 13 mai 2003).
- 29 mai : Elena Santonja, présentatrice de télévision et actrice espagnole († 17 octobre 2016).
- 30 mai :
  - Jacques Courboulès, peintre français († 18 mars 2003).
  - Solomon W. Golomb, mathématicien et informaticien américain († 1er mai 2016).
  - Pauline Oliveros, accordéoniste et compositrice américaine († 24 novembre 2016).
  - Richard Sapper, designer allemand († 31 décembre 2015).
- 31 mai : Roy McMurtry, personnalité politique canadienne († 19 mars 2024).

## Juin
- 1er juin : Alain Carron de La Carrière, prêtre dominicain, producteur de télévision, producteur et animateur de radio français († 7 mai 2016).
- 3 juin : Jean Bachelé, joueur de rugby à XV français († 6 mars 2015).
- 4 juin :
  - John Drew Barrymore, acteur et réalisateur américain († 29 novembre 2004).
  - Donald Harper, plongeur américain († 30 novembre 2017).
- 6 juin : David Scott, astronaute américain.
- 7 juin :
  - Ryszard Olszewski, joueur de basket-ball polonais († 2 février 2020).
  - Mario Vázquez Raña, homme d'affaires mexicain († 7 février 2015).
  - Kit Reed, femme de lettres américaine († 24 septembre 2017)
- 8 juin :
  - Maurice Barrier, acteur français († 12 avril 2020).
  - Victor Désy, acteur canadien († 5 août 2017).
- 10 juin :
  - Philipp Jenninger, diplomate et homme d'État allemand († 4 janvier 2018).
  - Gardner McKay, acteur américain († 21 novembre 2001).
- 11 juin : 
  - Ed Bishop, acteur américain († 8 juin 2005).
  - Athol Fugard, dramaturge sud-africain († 8 mars 2025).
- 12 juin :
  - Mimi Coertse, soprano sud-africaine.
  - Padmini, actrice indienne († 24 septembre 2006).
  - Carol Ann Peters, patineuse artistique américaine († 16 mai 2022).
  - Almut Rössler, organiste et chef de chœur allemande († 13 février 2015).
- 14 juin :
  - Mario Andrione, homme politique italien († 16 novembre 2017).
  - Anatoli Isayev, joueur et entraîneur de football soviétique puis russe († 10 juillet 2016).
  - Javier Echevarría Rodríguez, évêque catholique espagnol († 12 décembre 2016).
  - Henri Schwery, cardinal suisse († 7 janvier 2021).
- 15 juin : Mario Cuomo, homme politique américain († 1er janvier 2015).
- 17 juin :
  - Sabin Bălașa, peintre et réalisateur de cinéma d'animation roumain († 1er avril 2008).
  - Derek Ibbotson, athlète britannique spécialiste du 5 000 mètres († 23 février 2017).
  - Walter Kollmann, footballeur autrichien († 16 mai 2017).
  - Vesna Krmpotić, écrivaine et traductrice croate († 21 août 2018).
  - Jean Ricardou, écrivain et théoricien français du nouveau roman († 23 juillet 2016).
- 18 juin :
  - Geoffrey Hill, poète anglais et professeur émérite de littérature († 30 juin 2015).
  - Alain Jacquot, homme politique français († 17 octobre 2018).
  - Pierre-Marie Rudelle, peintre français († 28 décembre 2015).
- 19 juin : Pier Angeli, actrice italienne († 10 septembre 1971).
- 20 juin : Rudolf von Thadden, historien allemand († 18 novembre 2015).
- 21 juin :
  - Eloisa Cianni, mannequin et actrice italienne.
  - Abdel Halim Khaddam, homme d'État syrien († 31 mars 2020).
  - Gérard Louis-Dreyfus, homme d'affaires franco-américain († 16 septembre 2016).
  - Friedrich Ostermann, prélat catholique allemand († 22 octobre 2018).
  - Lalo Schifrin, pianiste, chef d'orchestre, compositeur, arrangeur musical argentin († 26 juin 2025).
- 23 juin : Rémi Herment, homme politique français.
- 24 juin :
  - « Antoñete » (Antonio Chenel Albaladejo), matador espagnol († 22 octobre 2011).
  - Janine Garrisson, historienne, professeure d'histoire moderne et romancière française († 22 janvier 2019).
  - Hirohisa Fujii, homme politique japonais († 10 juillet 2022).
  - Mel Hurtig, éditeur, auteur et homme politique canadien († 3 août 2016).
  - David McTaggart, canadien, fondateur de Greenpeace International († 23 mars 2001).
- 25 juin :
  - Peter Blake, artiste britannique.
  - Régis Boyer, linguiste et traducteur français († 16 juin 2017).
  - Fiona Campbell-Walter, modèle britannique.
  - Tim Parnell, pilote britannique de Formule 1 († 5 avril 2017).
- 26 juin : Marguerite Pindling, femme d'État, gouverneur général des Bahamas.
- 29 juin :
  - Pál Deim, peintre, sculpteur et lithographe hongrois († 9 mai 2016).
  - James Patterson, acteur américain († 19 août 1972).
  - Soon-Tek Oh, acteur américain († 4 avril 2018).
- 30 juin : Mongo Beti, écrivain camerounais († 7 octobre 2001).

## Juillet
- 1er juillet : Claude Flagel, musicien français († 25 février 2020).
- 2 juillet : Dave Thomas, homme d'affaires américain († 8 janvier 2002).
- 3 juillet :
  - Antonino Catalano, coureur cycliste italien († 20 avril 1987).
  - Richard Scaife, éditeur de journaux, homme d'affaires, philanthrope et lobbyiste américain († 4 juillet 2014).
  - Sir L., peintre, dessinateur, pastelliste et lithographe français († 17 octobre 2019).
  - Josef Musil, joueur de volley-ball tchécoslovaque puis tchèque († 26 août 2017).
- 4 juillet :
  - Giuliano Carnimeo, réalisateur et scénariste italien († 10 septembre 2016).
  - Martin Cohan, producteur de télévision, scénariste et réalisateur américain († 19 mai 2010).
- 7 juillet :
  - Marguerite Derrida, psychanalyste française († 21 mars 2020).
  - Guy Schmaus, homme politique français.
  - Joe Zawinul, pianiste de jazz autrichien († 11 septembre 2007).
  - Claude Lafleur, artiste plasticien canadien († 7 mai 2018).
- 8 juillet :
  - Henri Maccheroni, peintre, photographe et graveur français († 25 mai 2016).
  - Kjeld Olesen, homme politique danois.
  - Tenga Rinpoché, lama de l'école karma-kagyu du bouddhisme tibétain († 30 mars 2012).
- 9 juillet :
  - Pierre Haarhoff, athlète français.
  - John Anthony West, écrivain de science-fiction américain († 6 février 2018).
  - Donald Rumsfeld, homme politique américain († 29 juin 2021).
- 10 juillet :
  - Gaston Maulin, homme d'affaires français († 11 février 2019).
  - Manfred Preußger, athlète allemand.
- 11 juillet :
  - Sergio Caprari, boxeur italien († 12 octobre 2015).
  - Ismaïl Khelil, diplomate, homme politique et économiste tunisien († 20 novembre 2017).
  - Jean-Guy Talbot, joueur de hockey sur glace québécois († 22 février 2024).
- 12 juillet : Eddy Wally, chanteur belge († 6 février 2016).
- 13 juillet :
  - Géo Carvalho, footballeur brésilien († 18 octobre 1986).
  - Hugo Demarco, peintre argentin († 28 novembre 1995).
  - Gaston Onkelinx, homme politique belge († 30 janvier 2017).
  - Hubert Reeves, astrophysicien canadien († 13 octobre 2023).
- 14 juillet : Helga Liné, actrice allemande.
- 15 juillet :
  - Giuseppe Ferrara, réalisateur, scénariste, producteur de cinéma et écrivain italien († 25 juin 2016).
  - Ed Litzenberger, joueur de hockey sur glace († 1er novembre 2010).
- 16 juillet : 
  - Hédi Bouraoui, poète, nouvelliste et universitaire.
  - Dick Thornburgh, homme politique américaine († 31 décembre 2020).
- 17 juillet :
  - Alexandre Askoldov, réalisateur soviétique puis russe († 21 mai 2018).
  - Michel Conte, écrivain, auteur-compositeur, chorégraphe, danseur, scénographe, musicien, humaniste († 5 janvier 2008).
  - Wojciech Kilar, compositeur polonais († 29 décembre 2013).
  - Quino, auteur de bande dessinée et dessinateur humoristique argentin († 30 septembre 2020).
- 18 juillet :
  - Evgueni Evtouchenko, poète soviétique puis russe († 1er avril 2017).
  - Guy Godin, acteur québécois († 30 août 2015).
  - Jean-Pierre Hamonet, peintre français († 25 novembre 2007).
  - Robert Ellis Miller, réalisateur américain († 27 janvier 2017).
- 19 juillet : Rudolf Fila, peintre tchécoslovaque puis slovaque († 11 février 2015).
- 20 juillet : Nam June Paik, artiste américain d'origine sud-coréenne († 29 janvier 2006).
- 21 juillet :
  - Marie-Claire Bancquart, poétesse, romancière, essayiste et critique littéraire française († 19 février 2019).
  - Félix Lebuhotel, coureur cycliste français († 5 novembre 2008).
  - Jean-Claude Loutsch, médecin ophthalmologue, historien, héraldiste, généalogiste et peintre héraldiste luxembourgeois († 24 juillet 2002).
- 22 juillet : Jean Barthe, joueur de rugby à XV et de rugby à XIII français († 2 décembre 2017).
- 23 juillet : Mohamed Hédi Chérif, historien et universitaire tunisien († 23 janvier 2021).
- 24 juillet :
  - Jacobo Azafrani, footballeur marocain († 16 janvier 2022).
  - Sandra Giles, actrice et mannequin américaine († 25 décembre 2016).
  - William Ruckelshaus, avocat et haut fonctionnaire américain († 27 novembre 2019).
  - Gustav Tammann, astronome, professeur et administrateur germano-suisse († 6 janvier 2019).
- 25 juillet :
  - Luigi Berlinguer,  homme politique italien († 1er novembre 2023).
  - Hu Nim, homme politique cambodgien († 6 juillet 1977).
  - Paul J. Weitz, astronaute américain († 23 octobre 2017).
- 26 juillet :
  - François Faucher, éditeur français († 30 octobre 2015).
  - James Francis Stafford, cardinal américain, pénitencier majeur émérite de la pénitencerie apostolique.
- 27 juillet :
  - Beverly Byron, femme politique américaine († 9 février 2025).
  - Louise Ebrel, chanteuse française (bretonne) († 30 mars 2020).
- 28 juillet :
  - Natalie Babbitt, illustratrice américaine († 31 octobre 2016).
  - Russell Johnston, homme politique britannique († 27 juillet 2008).
  - Jacob Neusner, une des grandes figures contemporaines de la science du judaïsme et du judaïsme conservateur américain († 8 octobre 2016).
- 30 juillet : Edd Byrnes, acteur américain († 8 janvier 2020).
- 31 juillet :
  - Ted Cassidy, acteur américain († 16 janvier 1979).
  - Sam Coppola, acteur américain († 5 février 2012).
  - Jean Georges de Hohenzollern, membre de la maison de Hohenzollern et historien de l'art († 2 mars 2016).

## Août
- 2 août : 
  - Peter O'Toole, comédien et producteur irlandais († 14 décembre 2013).
  - Sha'ari Tadin, homme politique singapourien († 13 février 2009).
- 4 août :
  - Hubert Barbier, évêque catholique français, archevêque émérite de Bourges.
  - Lucie Favier, historienne et archiviste française († 1er mai 2003).
  - Joe Leonard, pilote moto et automobile américain († 27 avril 2017).
  - Abdelkader Mazouz, footballeur franco-algérien († 19 avril 1978).
- 5 août : Ja'net DuBois, actrice de cinéma, de télévision et de comédies musicales, chanteuse et compositrice américaine († 17 février 2020).
- 6 août : Howard Hodgkin, peintre et graveur britannique († 9 mars 2017).
- 7 août : 
  - Abebe Bikila, athlète et éhiopien († 25 octobre 1973).
  - Edward Hardwicke, acteur britannique († 16 mai 2011).
  - Rien Poortvliet, illustrateur et peintre néerlandais († 15 septembre 1995).
- 8 août :
  - John Culver, homme politique américain († 26 décembre 2018).
  - Zito, footballeur brésilien († 14 juin 2015).
- 9 août :
  - Tam Dalyell, homme politique britannique († 26 janvier 2017).
  - Henri Domec, joueur de rugby à XV français († 18 novembre 2018).
  - Serge Guillou, peintre français († 15 août 2016).
- 10 août : 
  - Gaudencio Rosales, cardinal philippin, archevêque de Manille.
  - Kenneth W. Dam, homme politique américain († 31 mai 2022).
- 11 août :
  - Fernando Arrabal, réalisateur d'origine espagnole.
  - Israel Asper, magnat des médias canadien, fondateur de CanWest Global Communications († 7 octobre 2003).
- 12 août : 
  - Georges Kiejman, avocat et homme politique français († 9 mai 2023).
  - Jürg Kreienbühl, peintre et graveur suisse et français († 30 octobre 2007).
  - Sergueï Slonimski, compositeur soviétique puis russe († 9 février 2020).
  - 13 août : Hugo Marsan, journaliste, critique littéraire et écrivain français († 18 mai 2022).
- 14 août : Claudine Gothot-Mersch, philologue belge († 19 novembre 2016).
- 15 août : Robert Forward, physicien et auteur américain († 21 septembre 2002).
- 16 août : Dina Toumarkina, artiste de théâtre d'Azerbaïdjan.
- 17 août : 
  - V. S. Naipaul, écrivain britannique († 11 août 2018).
  - Sempé, dessinateur français († 11 août 2022).
- 18 août : 
  - Bill Bennett, premier ministre de la Colombie-Britannique († 4 décembre 2015).
  - Luc Montagnier, biologiste virologue français († 8 février 2022).
- 19 août : Banharn Silpa-archa, 29e premier ministre de Thaïlande († 23 avril 2016).
- 20 août : Anthony Ainley, acteur anglais († 3 mai 2004).
- 21 août :
  - Menashe Kadishman, plasticien, sculpteur et peintre israélien († 8 mai 2015).
  - Joseph Pokossy Doumbe, homme politique camerounais († 28 avril 2021).
- 22 août : Gerald Carr, astronaute américain († 26 août 2020).
- 23 août : Sinn Sisamouth, chanteur cambodgien († 18 juin 1976).
- 24 août :
  - Robert D. Hales, prêtre américain († 1er octobre 2017).
  - William Morgan Sheppard, acteur britannique († 6 janvier 2019).
  - Cormac Murphy-O'Connor, cardinal britannique († 1er septembre 2017).
- 25 août :
  - Gérard Lebovici, producteur de cinéma, imprésario, mécène et éditeur français († 5 mars 1985).
  - Ricet Barrier, chanteur français († 20 mai 2011).
- 26 août :
  - Luis Castañer, footballeur espagnol († 18 janvier 2003).
  - Peter Dreher, peintre allemand († 20 février 2020).
  - Joseph H. Engle, astronaute américain († 10 juillet 2024).
  - Gastón Guzmán, mycologue et anthropologue mexicain († 12 janvier 2016).
- 27 août :
  - David Fromkin, auteur, juriste et historien américain († 11 juin 2017).
  - Mohamed Hamri, peintre marocain († 29 août 2000).
- 28 août :
  - Andy Bathgate, joueur de hockey sur glace († 26 février 2016).
  - Roger Laouenan, écrivain et historien français († 30 mars 2022).
- 30 août : Geneviève de Fontenay, présidente du Comité Miss France († 1er août 2023).
- 31 août : Michel Le Royer, acteur français († 25 février 2022).

## Septembre
- 1er septembre : Helga Goebbels : fille aînée de Joseph Goebbels et Magda Goebbels († 1er mai 1945).
- 3 septembre :
  - José Barrense-Dias, guitariste brésilien.
  - Mickey Roker, batteur de jazz américain  († 22 mai 2017).
- 4 septembre : Carlos Romero Barceló, homme politique portoricain († 2 mai 2021).
- 6 septembre :
  - Aldo Bolzan, coureur cycliste luxembourgeois († 21 octobre 2013).
  - Gilles Tremblay, pianiste, ondiste, pédagogue et compositeur canadien († 27 juillet 2017).
- 8 septembre :
  - Pierre Audoin, chef d'entreprise français († 10 janvier 2018).
  - Albert Poulain, dessinateur, chanteur et conteur français († 6 octobre 2015).
- 11 septembre : Raymond Lebrun, journaliste sportif canadien († 30 septembre 2017).
- 12 septembre :
  - Bernard Delcampe, footballeur français († 8 janvier 2013).
  - Robert W. Farquhar, ingénieur en astronautique américain († 18 octobre 2015).
- 13 septembre :
  - Paul Boccara, économiste marxiste et historien français († 26 novembre 2017).
  - Mike MacDowel, pilote automobile britannique († 18 janvier 2016).
  - Anton Nanut, chef d'orchestre yougoslave puis slovène († 13 janvier 2017).Donna Douglas, Elly May Clampett dans "The Beverly Hillbillies"

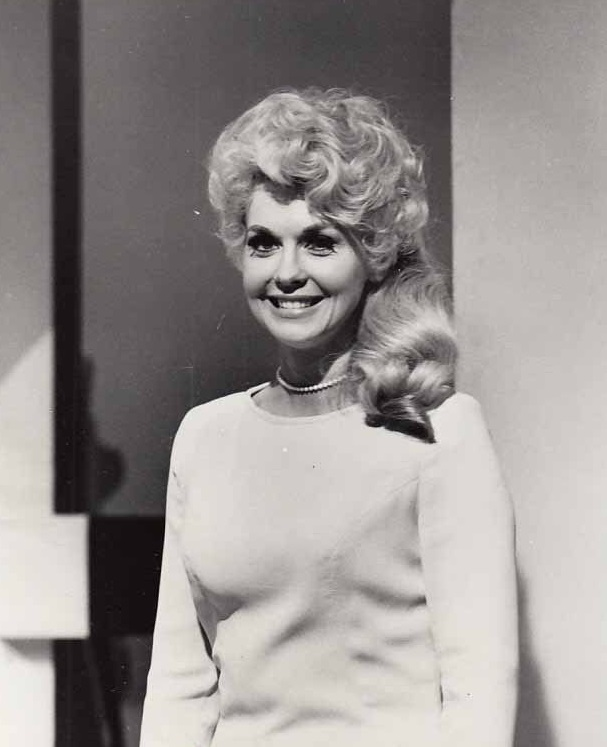
Donna Douglas, Elly May Clampett dans "The Beverly Hillbillies"

  - Pedro Rubiano Sáenz, cardinal colombien, archevêque de Bogota († 15 avril 2024).
  - Miklós Takács, professeur hongro-canadien, chef de chœur et d'orchestre († 13 février 2015).
- 14 septembre : Igor Kirillov, animateur de télévision et présentateur de journal russe († 30 octobre 2021).
- 15 septembre : 
  - Antônio Abujamra, acteur et metteur en scène brésilien de cinéma, de théâtre et de télévision († 28 avril 2015).
  - Pierre Bonte, journaliste, écrivain, animateur de radio et de télévision français.
  - Andrée Melly, actrice britannique († 31 janvier 2020).
- 16 septembre : George Chakiris, acteur, chanteur et danseur américain.
- 17 septembre : 
  - Indarjit Singh, journaliste et animateur britannique.
  - Khalifa ben Hamad Al Thani, émir du Qatar, membre de la dynastie Al Thani († 23 octobre 2016).
- 18 septembre : Bill Dineen, joueur et entraîneur de hockey sur glace canadien († 10 décembre 2016).
- 19 septembre : 
  - Warren Allmand, avocat et homme politique québécois († 7 décembre 2016).
  - Martha Rocha, miss Brésil 1954 († 4 juillet 2020).
- 20 septembre : Jean Moxhet, coureur cycliste belge († 22 novembre 2010).
- 21 septembre :
  - Roger Bastié, joueur et entraîneur de rugby à XV français († 2 janvier 2019).
  - Mariga Guinness, conservatrice en architecture allemande († 8 mai 1989).
- 24 septembre :
  - Dominique Michel, chanteuse, humoriste et actrice québécoise.
  - Miguel Montuori, footballeur italien né en Argentine († 4 juin 1998).
  - Berenado Vunibobo, diplomate et homme politique fidjien († 28 décembre 2015).
- 25 septembre :
  - Glenn Gould, pianiste et compositeur canadien († 4 octobre 1982).
  - Adolfo Suárez, homme politique espagnol († 23 mars 2014).
- 26 septembre :
  - Donna Douglas, actrice américaine († 1er janvier 2015).
  - Richard Herd, acteur américain († 26 mai 2020).
  - Manmohan Singh, homme d'État indien, Premier ministre de l'Inde de 2004 à 2014 († 26 décembre 2024).
  - Vladimir Voïnovitch, écrivain russe et ancien dissident soviétique († 27 juillet 2018).
  - Clifton Williams, astronaute américain († 5 octobre 1967).
- 27 septembre :
  - Mario Bertoncini, compositeur, pianiste et enseignant italien († 19 janvier 2019).
  - Roger C. Carmel, acteur américain († 11 novembre 1986).
  - Friedrich Neznansky, auteur de littérature policière soviétique naturalisé allemand († 13 février 2013).
- 28 septembre :
  - Charles Ausset, coureur cycliste français († 20 août 2001).
  - John Coyle, footballeur écossais († 14 mai 2016).
- 30 septembre : Shintarō Ishihara, écrivain et homme politique japonais († 1er février 2022).

## Octobre
- 1er octobre : Emmanuel Busto, coureur cycliste français († 9 octobre 2017).
- 2 octobre :
  - Jacques Briend, théologien français († 25 février 2017).
  - Masanobu Deme, réalisateur japonais († 13 mars 2016).
  - Ñico López, révolutionnaire et homme politique cubain († 7 décembre 1956).
  - Maury Wills, joueur de baseball américain († 19 septembre 2022).
- 3 octobre :
  - Mircea Drăgan, réalisateur et scénariste roumain († 31 octobre 2017).
  - Gérard Roland, peintren français († 17 octobre 2012).
- 4 octobre : 
  - Stan Dragoti, réalisateur et scénariste américain († 13 juillet 2018).
  - Étienne Davignon, homme d'affaires belge.
- 5 octobre :
  - Cesare Pinarello, coureur cycliste italien († 4 août 2012).
  - Gabriel Piroird, évêque catholique français, évêque de Constantine († 3 avril 2019).
  - 6 octobre : Raymond Audi, banquier et homme politique libanais († 15 juillet 2022).
- 7 octobre :
  - Rémy Lejeune, dessinateur, graveur et peintre français († 17 juillet 1996).
  - Predrag Matvejević, essayiste yougoslave puis croate et italien († 2 février 2017).
  - Paul Nassif Borkhoche, prélat catholique libanais († 4 février 2021).
- 9 octobre :
  - Charlotte Knobloch, femme politique allemande.
- 10 octobre :
  - Alexandre Banza, militaire et homme politique centrafricain († 12 avril 1969).
  - Mosambaye Singa Boyenge, militaire et homme d'État congolais († 21 juillet 2001).
- 11 octobre : 
  - Maurice Ardouin, peintre et dessinateur français († 23 mai 1999).
  - Julen Kerman Madariaga Agirre, homme politique espagnol († 6 avril 2021).
- 12 octobre :
  - Jake Garn, astronaute américain.
  - Dick Gregory, écrivain, humoriste, acteur et militant américain († 19 août 2017).
- 13 octobre :
  - Dušan Makavejev, réalisateur yougoslave puis serbe († 25 janvier 2019).
  - Liliane Montevecchi, actrice, danseuse et chanteuse française († 29 juin 2018).
  - William Shaw, homme politique canadien († 26 mai 2018).
- 14 octobre : Wolf Vostell, artiste allemand († 3 avril 1998).
- 15 octobre : Daniel Labille, évêque catholique français, évêque émérite de Créteil († 31 décembre 2022).
- 16 octobre : Francisco Palmeiro, footballeur portugais († 22 janvier 2017).
- 17 octobre : Lalita Lajmi, peintre indienne († 13 février 2023).
- 18 octobre :
  - Iona Campagnolo, lieutenante-gouverneure de la Colombie-Britannique († 4 avril 2024).
  - Cécile Mulaire, femme de lettres canadienne († 29 mars 2022).
  - John Newsom-Davis, neurologue britannique († 24 août 2007).
- 19 octobre : Rudolf Fila, peintre slovaque († 11 février 2015).
- 20 octobre : William Christopher, acteur américain († 31 décembre 2016).
- 21 octobre :
  - Vito Favero, coureur cycliste italien († 16 mai 2014).
  - Norbert Kerckhove, coureur cycliste belge († 4 juillet 2006).
- 22 octobre :
  - Fernand Devlaminck, footballeur français († 1er octobre 2003).
  - Frédéric François, journaliste et homme politique belge († 27 novembre 2017).
  - Tadeusz Kraus, footballeur tchécoslovaque puis tchèque († 31 octobre 2018).
  - Norman Sheil, coureur cycliste britannique († 25 octobre 2018).
- 23 octobre : Ilona Tóth, étudiante en médecine et révolutionnaire hongroise († 27 juin 1957).
- 24 octobre :
  - Pierre-Gilles de Gennes, physicien français († 18 mai 2007).
  - Robert Mundell, économiste canadien († 4 avril 2021).
- 26 octobre : Jacques Pérez, photographe tunisien († 1er juillet 2022).
- 27 octobre : Harry Gregg, footballeur nord-irlandais († 16 février 2020).
- 30 octobre :
  - Louis Malle, cinéaste français († 23 novembre 1995).
  - Paul-Louis Thirard, journaliste et critique de cinéma français († 24 juin 2018).
- 31 octobre : Jacques Pic, chef cuisinier français († 19 septembre 1992).

## Novembre
- 1er novembre :
  - Koko Abeberry, avocat français († 21 février 2017).
  - Alger Arbour, joueur de hockey sur glace canadien († 28 août 2015).
  - Francis Arinze, cardinal nigérian.
- 2 novembre : Henri Namphy, général et chef d'État haïtien († 26 juin 2018).
- 3 novembre :
  - Guillaume Bieganski, footballeur français († 8 octobre 2016).
  - Antonio Ciciliano, skipper italien († 4 septembre 2015).
  - Larry Pinto de Faria, footballeur brésilien († 6 mai 2016).
  - John McNally, boxeur irlandais († 4 avril 2022).
- 4 novembre :
  - Thomas Klestil, diplomate et homme d'État autrichien († 6 juillet 2004).
  - Roger Ouvrard, homme politique et sportif français († 8 janvier 2017).
- 5 novembre :
  - Leny Escudero, chanteur, auteur-compositeur-interprète et acteur français († 9 octobre 2015).
  - Clara Halter, sculptrice française († 27 octobre 2017).
  - David Michener, animateur et scénariste américain d'origine norvégienne († 15 février 2018).
- 7 novembre : Siegfried Herrmann, athlète est-allemand puis allemand († 14 février 2017).
- 8 novembre : Stéphane Audran, actrice française († 27 mars 2018).
- 9 novembre : Alexandre Bonnier, peintre, sculpteur, créateur d'installations et graveur français († 9 août 1992).
- 10 novembre : Paul Bley, pianiste canadien de jazz († 3 janvier 2016).
- 11 novembre : Jorge Lavelli, directeur de théâtre et metteur en scène argentin († 9 octobre 2023).
- 12 novembre : Nasser Givehchi, lutteur iranien († 15 mai 2017).
- 14 novembre : Annie Fratellini, personnalité française du cirque († 1er juillet 1997).
- 15 novembre :
  - Chea Sim, homme politique cambodgien († 8 juin 2015).
  - Petula Clark, chanteuse, compositrice et actrice britannique.
  - Ricardo Mercado Luna, écrivain, juriste, constitutionnaliste, homme politique, enseignant, journaliste et historien argentin († 13 avril 2005).
- 17 novembre : Gérard Cholvy, universitaire et historien français († 15 juin 2017).
- 19 novembre :
  - Alfonso Caycedo, neuropsychiatre et professeur de psychiatrie espagnol et colombien († 11 septembre 2017).
  - Ross Chambers, professeur d'université australien († 18 octobre 2017).
- 20 novembre :
  - Umeko Ando, chanteuse japonaise († 15 juillet 2004).
  - Richard Dawson, acteur américain né au Royaume-Uni († 2 juin 2012).
  - Colville Young, Gouverneur général du Belize de 1993 à 2021.
- 21 novembre :
  - Pelle Gudmundsen-Holmgreen, compositeur danois († 27 juin 2016).
  - Pierre Molères, évêque catholique français, évêque émérite de Bayonne.
- 22 novembre : Robert Vaughn, acteur américain († 11 novembre 2016).
- 23 novembre :
  - Renato Martino, cardinal italien, président émérite du conseil pontifical Justice et Paix († 28 octobre 2024).
  - Bruno Visintin, boxeur italien († 11 janvier 2015).
  - Michel David-Weill, banquier, mécène et collectionneur d'art français († 17 juin 2022).
- 24 novembre :
  - Anna Jókai, écrivaine hongroise († 5 juin 2017).
  - Peter Velhorn, joueur et entraîneur de football allemand († 20 juillet 2016).
- 25 novembre :
  - Pierre Célice, peintre français († 5 avril 2019).
  - Bruno Lussato, informaticien, enseignant et écrivain français († 30 septembre 2009).
- 26 novembre :
  - Auguste Mabika Kalanda, homme politique congolais († 20 mai 1995).
  - Annemarie Prins, actrice et metteuse en scène néerlandaise.
- 28 novembre :
  - Malika Abdullaxoʻjayeva, pathologiste soviétique d'origine ouzbèke († 26 juin 2018).
  - Gato Barbieri, saxophoniste ténor argentin († 2 avril 2016).
  - Cesare Gelli, acteur et doubleur italien († 27 août 2016).
- 29 novembre :
  - Jacques Chirac, homme politique, Président de la République française (1995-2007) († 26 septembre 2019).
  - Ed Bickert, guitariste de jazz canadien († 28 février 2019).
- 30 novembre :
  - Jos Hoevenaars, coureur cycliste belge († 14 juin 1995).
  - Win Min Than, actrice birmane.

## Décembre
- 1er décembre : Milunka Lazarević, joueuse d'échecs yougoslave puis serbe († 15 décembre 2018).
- 3 décembre : Corry Brokken, chanteuse néerlandaise († 30 mai 2016).
- 4 décembre : Elmo Perera, prélat catholique srilankais († 9 avril 2015).
- 5 décembre : 
  - Little Richard, chanteur et musicien américain († 9 mai 2020).
  - Jacques Roubaud, poète, écrivain et mathématicien français († 5 décembre 2024).
- 6 décembre :
  - Hank Bassen, joueur de hockey sur glace canadien († 29 mai 2009).
  - Adrian Monger, rameur d'aviron australien († 10 juillet 2016).
- 7 décembre : 
  - Paul Caponigro, photographe américain († 10 novembre 2024).
  - Ellen Burstyn, actrice américaine.
  - Pentti Linkola, écrivain et polémiste finlandais († 5 avril 2020).
- 8 décembre :
  - Eusébio Oscar Scheid, cardinal brésilien († 13 janvier 2021).
  - Charly Gaul, coureur cycliste luxembourgeois († 6 décembre 2005).
- 9 décembre,
  - Donald Byrd, trompettiste de jazz américain († 4 février 2013).
  - Willy Schroeders, coureur cycliste belge († 28 octobre 2017).
  - Aimé Mignot, footballeur puis entraîneur français († 26 mars 2022).
- 10 décembre : Bob Cranshaw, contrebassiste et bassiste de jazz américain († 2 novembre 2016).
- 11 décembre :
  - Pedro Estrems, footballeur espagnol († 30 mars 1986).
  - János Komives, compositeur et chef d'orchestre français d'origine hongroise († 28 janvier 2005).
  - Richard Sipe, prêtre bénédictin, sociologue et psychothérapeute américain († 8 août 2018).
- 13 décembre : Bruno Tognaccini, coureur cycliste italien († 13 août 2013).
- Francis Xavier Sudartanta Hadisumarta, prélat indonésien († 12 février 2022).
- 14 décembre :
  - Jean Bonato, joueur et entraîneur de football français († 22 avril 2010).
  - Albert Spaggiari, malfaiteur français d'origine italienne († 8 juin 1989).
  - Étienne Tshisekedi, homme d'État congolais († 1er février 2017).
- 15 décembre :
  - Ernest Cabo, évêque catholique français, évêque émérite de Basse-Terre († 28 novembre 2019).
  - Allah Ditta, athlète pakistanais, spécialiste du saut à la perche († 20 mars 2020).
  - T. N. Seshan, fonctionnaire et homme politique indien († 10 novembre 2019).
- 16 décembre :
  - Youcef Abdjaoui, chanteur et musicien algérien d'expression kabyle († 28 octobre 1996).
  - Grace Alele-Williams, première femme nigériane à avoir eu un doctorat et dirigée une université († 25 mars 2022).
  - Pierre Carron, peintre et sculpteur français († 19 mars 2022).
- 18 décembre :
  - Nikolaï Roukavichnikov, cosmonaute soviétique († 19 octobre 2002).
  - Roger Smith, acteur et scénariste américain († 4 juin 2017).
- 19 décembre :
  - Jean-Claude Gautrand, photographe, écrivain, journaliste et historien de la photographie français († 23 septembre 2019).
  - Thomas Hunter, acteur et scénariste américain († 27 décembre 2017).
- 20 décembre :
  - John Hillerman, acteur américain († 9 novembre 2017).
  - Orlando Yorio, religieux jésuite argentin († 9 août 2000).
- 21 décembre :
  - Jean-Jacques Guyon, cavalier français († 20 décembre 2017).
  - Werner Otto Leuenberger, peintre, illustrateur, graphiste et sculpteur suisse († 11 avril 2009).
- 23 décembre :
  - Noël Foré, coureur cycliste belge († 16 février 1994).
  - Thomas Kibble, physicien britannique († 2 juin 2016).
- 24 décembre : 
  - Allen Kelley, joueur de basket-ball américain († 13 août 2016).
  - Oulton Wade, homme politique britannique († 7 juin 2018).
- 26 décembre :
  - Claude Dubois, pilote automobile belge († 7 février 2022).
  - Don Furner, joueur et entraîneur de rugby à XIII australien († 24 février 2020).
  - Robert Klapisch, physicien français († 21 mars 2020).
- 28 décembre :
  - Harry Howell, joueur canadien de hockey sur glace († 9 mars 2019).
  - Nichelle Nichols, chanteuse et actrice américaine († 30 juillet 2022).
- 29 décembre :
  - Serge Merlin, comédien et metteur en scène français († 16 février 2019).
  - Michel Perrin, peintre français († 11 octobre 2001).
- 30 décembre : Norbert Boucq, joueur et entraîneur de football français († 19 février 2008).
- 31 décembre : Paolo Villaggio, acteur, écrivain, animateur de télévision et comique italien († 3 juillet 2017).

## Date précise inconnue
- Muhammad Mustafa Al-A'zami, universitaire indien naturalisé saoudien († 20 décembre 2017).
- Rafic Charaf, peintre libanais († 2003).
- Gerson Gu-Konu, militant pour la paix et les droits de l'homme, parlementaire togolais († 20 juillet 2006).
- Anne Marev, actrice et journaliste belge († 25 janvier 2019).
- Anne-Marie Nzié, chanteuse camerounaise († 24 mai 2016).
- Raoni Metuktire, chef amérindien.
- Bébé Hong-Suong, chanteuse belge († 23 août 2022).

## Vers 1932
- Shiu Narayan Kanhai, syndicaliste et homme politique fidjien († 27 mars 1982).